# St James' Park
St James' Park è un impianto sportivo multifunzione britannico di Newcastle upon Tyne, città e distretto metropolitano del Nord Est dell'Inghilterra.
Attivo dal 1880 come terreno adibito al calcio su un'area pubblica un tempo appartenente a un dignitario locale, ospita dal 1892 gli incontri interni del Newcastle Utd.
Di proprietà comunale, è passato attraverso alcune ristrutturazioni anche se per buona parte della sua storia (quasi mezzo secolo) non fu sottoposto a modifiche di rilievo: fu infatti solo nel 1972 che si procedette a un primo intervento edilizio sulla struttura prima di quello del 1993 e, a seguire, quello tra il 1998 e il 2000 che ha dato all'impianto la forma attuale.
Fu tra gli impianti che accolsero gare del campionato europeo maschile di calcio 1996 e, nel 2012, fu sede accessoria di Londra per gli incontri del torneo calcistico della XXX Olimpiade. 
Nonostante la preminente destinazione calcistica, fin dai primi anni del XIX secolo ospitò anche incontri di rugby a XIII sia a livello di club che internazionale; per quanto riguarda invece il rugby a XV, ospitò gare della Coppa del Mondo 2015.
Nella stagione 2018-19, inoltre, accolse entrambe le finali delle due massime competizioni europee di club di quest'ultima disciplina, la Champions Cup e la Challenge Cup.
Più recentemente, è stata destinata a ospitare una gara della Coppa del Mondo di rugby a 13 2021.
Dal 2017 il terreno di gioco è un prato in erba ibrida realizzato con tecnologia SISGrass.

## Storia
Lo stadio sorge su un parco alla sommità di una collinetta nel centro cittadino, parte di una common land storica chiamata Town Moor e nei pressi di un luogo adibito a patibolo destinato alle esecuzioni capitali, sebbene inutilizzato dal 1844; il terreno, all'epoca, non era livellato e veniva usato come pascolo dal bestiame da macello.
Nel 1880 sorse un'area destinata al calcio il cui primo utilizzatore fu un club chiamato Newcastle Rangers: i due ingressi del campo di gioco presero il nome di Leazes End, dal nome di Leazes Terrace, un palazzo signorile attualmente residenza studentesca dell'Università di Newcastle, e Gallowgate End per via della prossimità con il citato patibolo (in inglese gallows).
Il Rangers rimase a due riprese nell'impianto fino al 1884, poi nel 1886 prese il suo posto il Newcastle West End, cui si aggiunse il Newcastle East End nel 1892; in tale anno questi ultimi due club si fusero a formare il Newcastle Utd, il quale nel 1899, un anno dopo la sua promozione in First Division, riuscì faticosamente a ottenere l'autorizzazione all'ampliamento della struttura, dopo avere persino valutato l'ipotesi di abbandonarla per cercarne una più adattabile.
I lavori riguardarono il livellamento del piano di gioco, l'edificazione di una tribuna in prossimità di Gallowgate End e la realizzazione di spalti con riporti di terreno che portarono la capacità totale dell'impianto a 30000 posti; inoltre il perimetro della struttura fu recintato da una barriera in lamiera ondulata.
Pochi anni più tardi, anche alla luce delle crescenti ambizioni del club (che nel primo decennio del nuovo secolo sarebbe giunto a vincere tre volte il titolo nazionale), fu edificata una nuova tribuna coperta lungo Barrack Road e create tre nuove tribune scoperte per una capacità di circa 60000 posti; sotto la nuova tribuna sorse pure una piscina e la nuova struttura fu inaugurata nel settembre 1905.
Dopo la Grande Guerra il Newcastle affidò all'architetto scozzese Archibald Leitch uno studio per la copertura completa dello stadio; il progetto presentato prevedeva la costruzione di spalti a doppia gradinata provvisti di tettoia, ma problemi tra municipio e proprietari terrieri fecero slittare il piano fino all'accantonamento definitivo, e tutto quanto fu possibile realizzare fu una modesta copertura sulla curva verso Leazes End nel 1922.

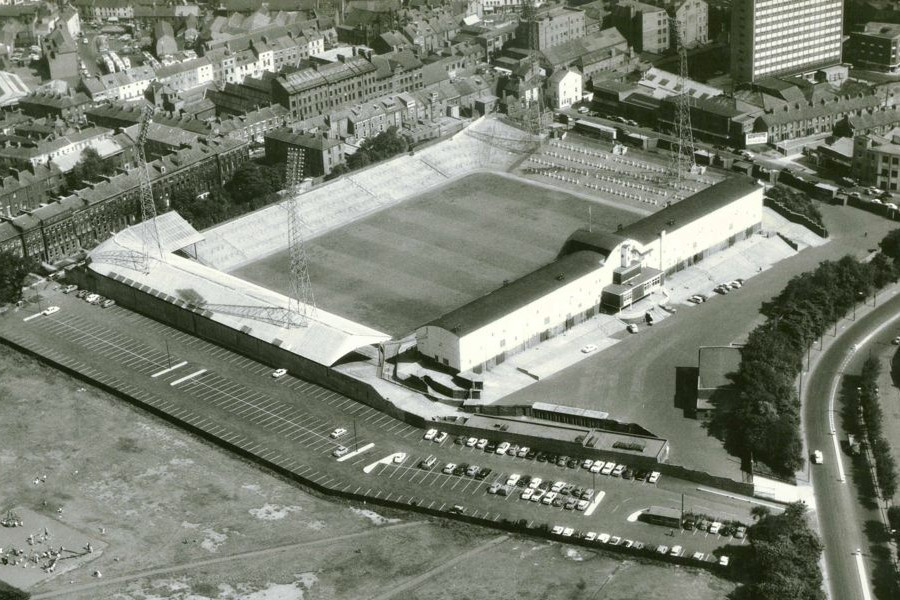
Vista di St James' Park nel 1963

Tali, minimali, modifiche, si rivelarono essere definitive per almeno mezzo secolo: nel dopoguerra il club tentò di rimpiazzare la vecchia tribuna con una di nuovo disegno, ma il consiglio comunale cittadino non autorizzò mai tali lavori; ancora, negli anni cinquanta, un timido approccio per discutere della realizzazione di un impianto da 80000 posti non giunse neppure all'attenzione della municipalità.
Le uniche migliorie che il club riuscì ad apportare al St James' Park in quel periodo riguardarono l'installazione di un impianto di illuminazione: nel 1953 si tenne nello stadio la prima partita in notturna, un'amichevole contro la scozzese Celtic, tre anni in anticipo rispetto al primo incontro di First Division mai disputato con luce artificiale, a Portsmouth, singolarmente con protagonista proprio il Newcastle Utd in visita alla squadra locale; nel 1958 il club investì 40000 £ per l'acquisto e l'installazione di quattro nuovi tralicci alti 190 ft (58 m), i più alti e i più tecnologicamente avanzati all'epoca nel Regno Unito.
Nel 1963, nel pieno delle negoziazioni per l'assegnazione delle sedi dell'imminente ottavo campionato mondiale di calcio, che l'Inghilterra avrebbe ospitato tre anni più tardi, club e consiglio municipale iniziarono una lunga e infruttuosa trattativa avente a oggetto il prolungamento del contratto d'affitto dello stadio, nella quale si inserì anche un progetto pubblico unilaterale di costruzione di un nuovo impianto da 40000 posti e una polemica politica tra i gruppi conservatori e laburisti in consiglio comunale; di fronte a tale stallo, il comitato organizzatore del mondiale decise di abbandonare l'ipotesi Newcastle per affidare le gare ad Ayresome Park nella vicina Middlesbrough.
Tale bocciatura inasprì ulteriormente i rapporti tra le due parti in causa, tanto che il contenzioso, esplicito o sottotraccia, andò avanti per i successivi due decenni durante i quali il Newcastle pianificò perfino l'abbandono di St James' Park e la costruzione di un nuovo impianto di proprietà; a far recedere il club da tale decisione vi fu il permesso dell'amministrazione cittadina all'esecuzione di lavori di ristrutturazione nel 1971, circa cinquant'anni dopo l'ultimo sostanziale intervento edilizio sulla struttura dell'impianto; il progetto prevedeva la realizzazione di una copertura completa dello stadio, ma nei fatti fu realizzata solo la East Stand, tribuna prospiciente su Leazes Terrace, peraltro in ritardo a causa degli scioperi delle maestranze edili.
Nel 1978 la curva su Leazes End fu demolita, ma contemporaneamente il Newcastle retrocedette in Second Division con perdita di introiti e la nuova gradinata non vide la luce per diversi anni.

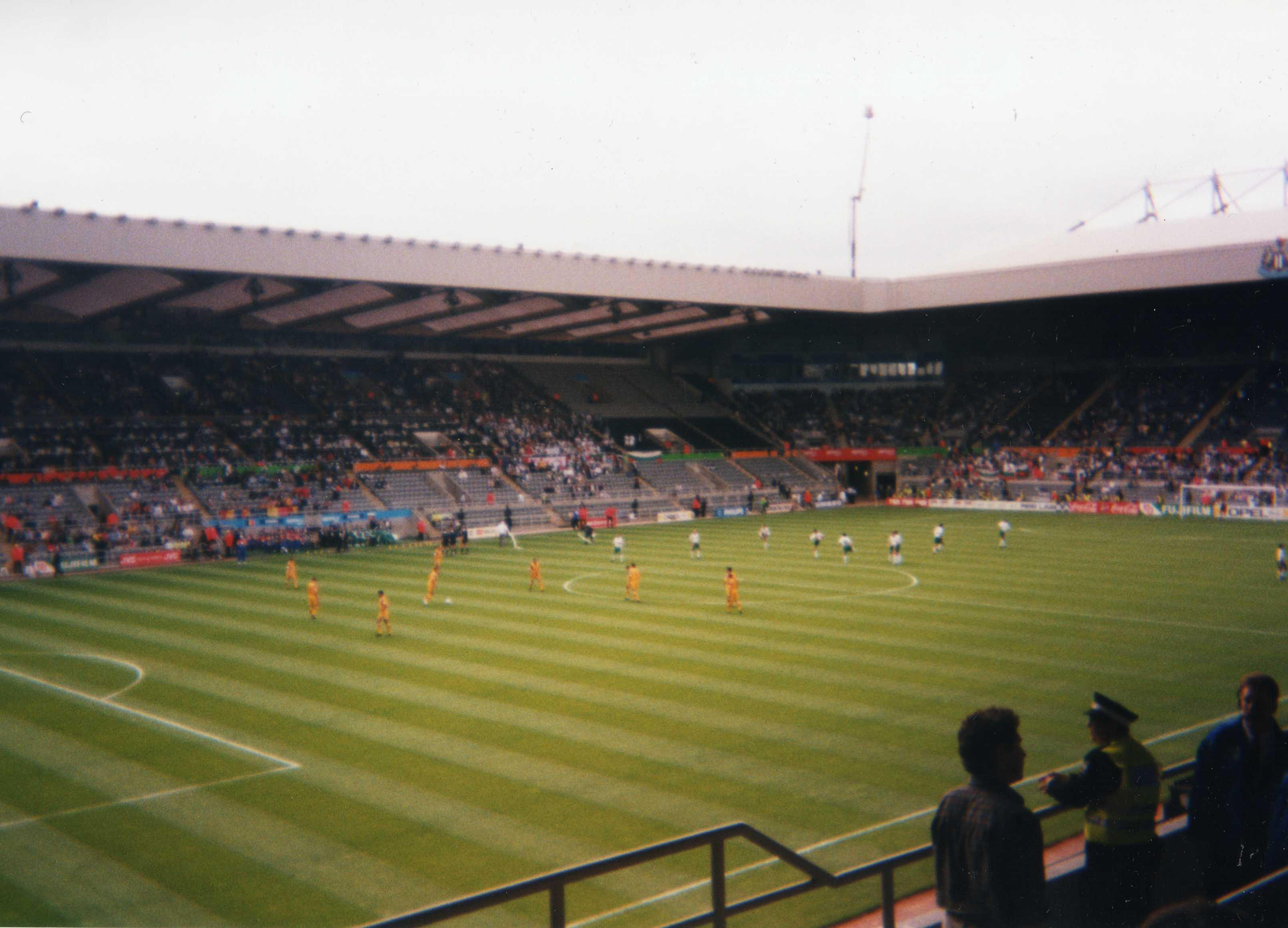
Una fase di – all'europeo di calcio 1996

Il decennio successivo fu costellato da diverse tragedie negli stadi d'Europa in generale (Heysel) e del Regno Unito in particolare, che sollecitarono interventi legislativi tendenti a modificare in maniera radicale la conformazione degli impianti; facendo seguito all'incendio del Valley Parade a Bradford, in cui 56 persone rimasero uccise, furono ordinate ispezioni tecniche in tutti i maggiori stadi del Paese, e St James' Park risultò essere tra quelle più bisognose di pesanti ristrutturazioni: si iniziò dalla West Stand, vecchia di ottant'anni ma ormai inadeguata perché completamente in legno e a rischio incendio, demolita nel 1987 e rimpiazzata da una tribuna in cemento intitolata a Jackie Milburn, ex giocatore del club deceduto nel 1988.
Altri lavori sarebbero stati necessari, ma il club era in pesanti difficoltà finanziarie e la ristrutturazione non era tra le priorità dell'amministrazione comunale.
Nel 1992, tuttavia, un facoltoso industriale del ramo edile, John Hall, acquistò il club e spese la sua influenza per fare approvare al consiglio municipale un piano di ristrutturazione da 25 milioni di sterline, che si tradusse nella ricostruzione completa della Milburn Stand, rifacimento del terreno di gioco e relativo sistema di drenaggio, ristrutturazione della curva su Gallowgate e chiusura degli angoli tra le tribune nonché eliminazione dei posti in piedi: la capienza finale fu ridotta a 37000 spettatori, ma tutti seduti; lo stadio così approntato fu designato per ospitare gare del campionato europeo maschile di calcio 1996, prima grande manifestazione che esso fu in grado di accogliere.
Ancora, facendo seguito al crescente successo del club nel decennio, si ripropose la questione della capienza, per risolvere la quale Hall commissionò lo studio di un nuovo impianto da 55000 posti a sedere e la trasformazione dell'area di St James' Park in un'arena coperta con parcheggio da destinare alla squadra di pallacanestro del Newcastle Eagles, facente parte dello stesso gruppo sportivo della squadra di calcio, ma il progetto non decollò mai per via del lungo iter burocratico e amministrativo al quale avrebbe dovuto essere sottoposto.
Hall ripiegò quindi su un progetto di trasformazione in doppia gradinata in ogni tribuna e interamente coperto, che vide la luce tra la fine del 1998 e l'agosto 2000 e diede allo stadio la conformazione con la quale è divenuto noto nel XXI secolo.
Dalla stagione sportiva 2016-17 il terreno di gioco dello stadio è in erba ibrida SISGrass, tecnologia che prevede la semina su un prato sotto la cui superficie è stato preparato un reticolo di materiale sintetico con funzioni di rinforzo e ancoraggio.

## Utilizzi

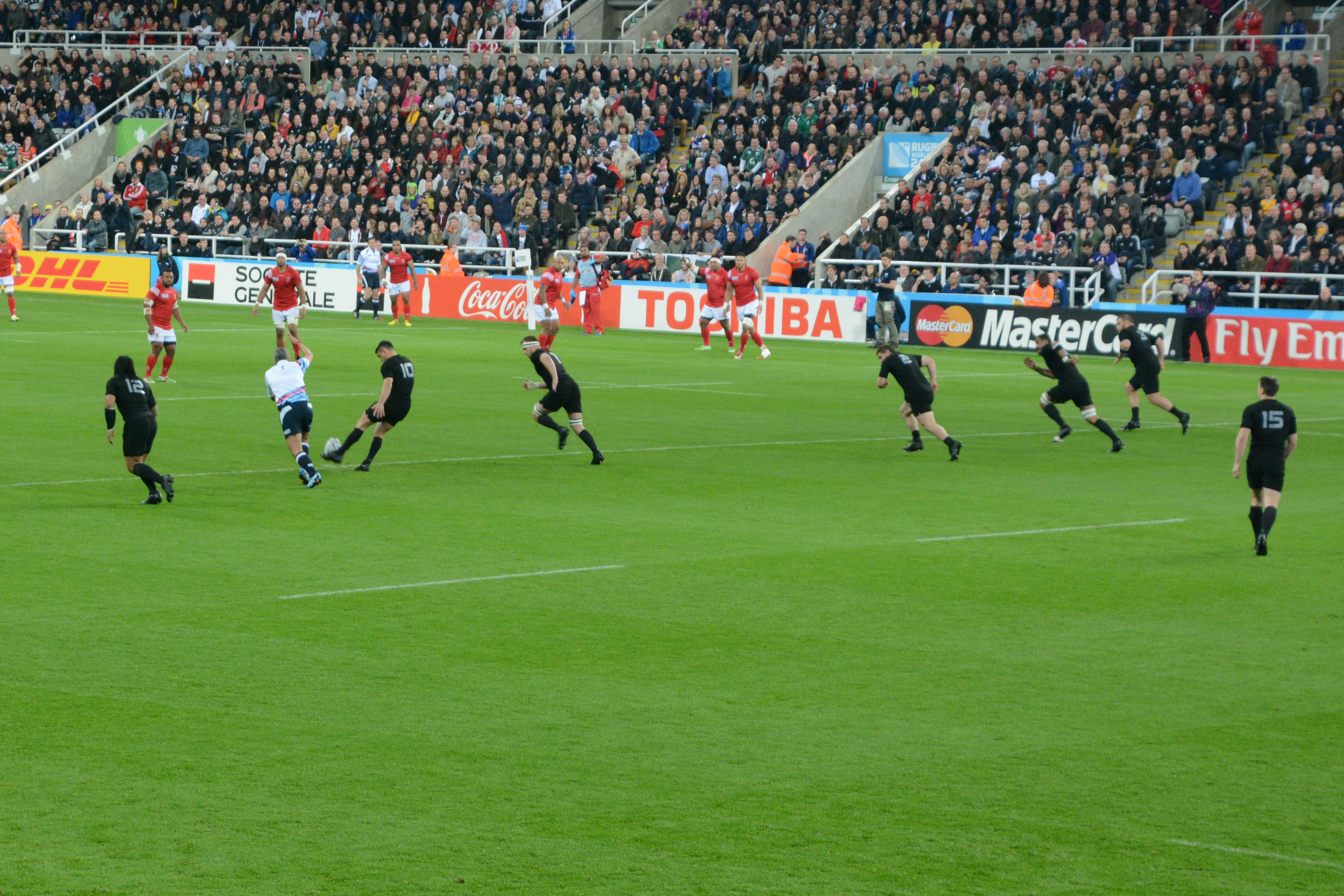
Il calcio d'inizio di – alla

Oltre a essere dal 1892 l'impianto interno del Newcastle Utd, St James' Park ospitò altri eventi sia di club che internazionali.
Fu una delle sedi della prima fase del campionato europeo maschile di calcio 1996; divise con Leeds l'accoglimento delle gare del girone B e in essa si esibirono Bulgaria, Francia e Romania.
Ancora a uso calcistico, benché olimpico, fu l'impiego dello stadio nel 2012, come sede accessoria della città organizzatrice dei Giochi Londra: ospitò gare di entrambi i tornei fino ai quarti di semifinale, tra Brasile e Honduras di quello maschile e Stati Uniti e  Nuova Zelanda di quello femminile.
Più in generale St James' Park ha ospitato relativamente pochi incontri internazionali di calcio, e tutti concentrati nei primi e nei più recenti anni: l'Inghilterra vi giocò 4 incontri prima della seconda guerra mondiale, tre nel Torneo Interbritannico più un'amichevole contro la Norvegia nel 1938, per quasi sessant'anni l'ultimo appuntamento internazionale prima del campionato europeo.
L'Inghilterra tornò nello stadio solo nel 2001 (2-0 sull'Albania, qualificazione al mondiale 2002) e nei successivi quattro anni, durante i lavori per la ricostruzione di Wembley, vi disputò tre incontri, il più recente dei quali una vittoria 2-0 nel 2005 sull'Azerbaigian valida per la qualificazione al mondiale 2006.
Per quanto riguarda invece il rugby a XIII, Newcastle ha una lunga tradizione nella disciplina essendo il nord-est dell'Inghilterra uno dei posti dove essa si sviluppò fin dalla separazione dei due codici nel 1895; lo stadio è stato prescelto per ospitare la cerimonia d'apertura e la gara inaugurale, tra Inghilterra e Samoa, della Coppa del Mondo di rugby a 13 2021, a quasi 110 anni di distanza dall'ultimo incontro internazionale di tale disciplina, tenutosi nel 1911 tra Australia e Gran Bretagna.
Infine, nel rugby a XV, la struttura ospitò tre gare della fase a gironi della Coppa del Mondo 2015, con punte sempre superiori ai 50000 spettatori: furono di scena al St. James' Park Sudafrica e Scozia, Nuova Zelanda e Tonga e di nuovo la Scozia contro Samoa; l'Inghilterra del rugby a XV disputò il suo primo (e, allo stato, unico) test match durante la preparazione alla Coppa del Mondo 2019, e l'avversaria fu l'Italia, battuta 37-0.
In ambito di club, lo stadio fu designato dall'European Professional Club Rugby a sede delle finali delle due maggiori competizioni europee, la Champions Cup e la Challenge Cup, per la stagione 2018-19.

## Incontri internazionali di rilievo

### Calcio
| Arbitro: | Dermot Gallagher |

|                                     |           |              |
| Blanc 21’ Penev 63’ (aut.) Loko 90’ | Marcatori | 69’ Stoičkov |

| Arbitro: | Juan Fernández Marín |

|                     |           |  |
| Owen 44’ Fowler 88’ | Marcatori |  |

| Arbitro: | Paulo Gomes Costa |

|                         |           |  |
| Gerrard 51’ Beckham 62’ | Marcatori |  |

| Arbitro: | Salomé di Iorio |

|                        |           |  |
| Wambach 27’ Leroux 87’ | Marcatori |  |

| Arbitro: | Felix Brych |

|                                           |           |                           |
| Leandro Damião 38’, 60’ Neymar 50’ (rig.) | Marcatori | 12’ Martínez 48’ Espinoza |

### Rugby a 13
| Newcastle upon Tyne 23 ottobre 2021, ore 14:30 UTC+1 Coppa del Mondo 2021, girone A | Inghilterra | – | Samoa | St James' Park |

### Rugby a 15
| Arbitro: | Nigel Owens |

|                                        |      |                              |
| S. Burger 13’ Pietersen 39’ Habana 73’ | mt   | 49’ Seymour                  |
| Pollard 13’, 39’                       | tr   | 49’ Laidlaw                  |
| Pollard 17’, 27’, 62’, 68’             | c.p. | 30’, 45’ Laidlaw 60’ D. Weir |
| Pollard 51’                            | drop |                              |